# 청룡영화상의 수상 목록 (2000년대)
이 문서에서는 청룡영화상의 2000년대 역대 수상 목록을 나열한다.

## 제21회 (2000년)
- 일시 : 2000년 12월 1일
- 장소 : 국립극장 대극장
- 사회 : 김혜수, 문성근

| 부문                | 수상자           | 작품                     |
| ------------------- | ---------------- | ------------------------ |
| 작품상              | 명필름           | 《공동경비구역 JSA》     |
| 감독상              | 박찬욱           | 《공동경비구역 JSA》     |
| 남우주연상          | 설경구           | 《박하사탕》             |
| 여우주연상          | 이미연           | 《물고기자리》           |
| 남우조연상          | 신하균           | 《공동경비구역 JSA》     |
| 여우조연상          | 하지원           | 《동감》                 |
| 신인감독상          | 류승완           | 《죽거나 혹은 나쁘거나》 |
| 신인남우상          | 김래원           | 《청춘》                 |
| 신인여우상          | 배두나           | 《플란다스의 개》        |
| 각본상              | 이창동           | 《박하사탕》             |
| 촬영상              | 김성복           | 《공동경비구역 JSA》     |
| 기술상              | 정도안(특수효과) | 《리베라 메》            |
| 인기스타상(남)      | 유지태, 장동건   |                          |
| 인기스타상(여)      | 김희선, 전도연   |                          |
| 정영일 영화평론상   | 유지나           |                          |
| 한국영화 최고흥행상 | 명필름           | 《공동경비구역 JSA》     |

## 제22회 (2001년)
- 일시 : 2001년 12월 12일
- 장소 : 국립극장 해오름극장
- 사회 : 김혜수, 이병헌

| 부문                | 수상자                 | 작품                  |
| ------------------- | ---------------------- | --------------------- |
| 작품상              | 싸이더스               | 《봄날은 간다》       |
| 감독상              | 송해성                 | 《파이란》            |
| 남우주연상          | 최민식                 | 《파이란》            |
| 여우주연상          | 장진영                 | 《소름》              |
| 남우조연상          | 안성기                 | 《무사》              |
| 여우조연상          | 오지혜                 | 《와이키키 브라더스》 |
| 신인감독상          | 김대승                 | 《번지점프를 하다》   |
| 신인남우상          | 차태현                 | 《엽기적인 그녀》     |
| 신인여우상          | 이요원                 | 《고양이를 부탁해》   |
| 각본상              | 고은님                 | 《번지점프를 하다》   |
| 촬영상              | 김형구                 | 《무사》              |
| 기술상              | 임재영(조명)           | 《와이키키 브라더스》 |
| 인기스타상(남)      | 이병헌, 장동건, 정우성 |                       |
| 인기스타상(여)      | 김희선, 신은경, 이미연 |                       |
| 한국영화 최고흥행상 | 시네라인 2             | 《친구》              |

* 특이 사항 : 영화평론상 수상자로 박평식 영화평론가가 내정됐으나 수상을 거부했다.

## 제23회 (2002년)
- 일시 : 2002년 12월 12일
- 장소 : 국립극장 해오름극장
- 사회 : 김혜수, 정준호

| 부문                | 수상자           | 작품                     |
| ------------------- | ---------------- | ------------------------ |
| 작품상              | 태흥영화사       | 《취화선》               |
| 감독상              | 임권택           | 《취화선》               |
| 남우주연상          | 설경구           | 《공공의 적》            |
| 여우주연상          | 김윤진           | 《밀애》                 |
| 남우조연상          | 유동근           | 《가문의 영광》          |
| 여우조연상          | 송윤아           | 《광복절 특사》          |
| 신인감독상          | 김인식           | 《로드무비》             |
| 신인남우상          | 황정민           | 《로드무비》             |
| 신인여우상          | 문소리           | 《오아시스》             |
| 각본상              | 박정우           | 《광복절 특사》          |
| 촬영상              | 정일성           | 《취화선》               |
| 기술상              | 장성호(특수효과) | 《2009 로스트 메모리즈》 |
| 인기스타상(남)      | 정준호, 차태현   |                          |
| 인기스타상(여)      | 전도연, 김정은   |                          |
| 한국영화 최고흥행상 | 태원엔터테인먼트 | 《가문의 영광》          |

## 제24회 (2003년)
- 일시 : 2003년 12월 11일
- 장소 : 국립극장 해오름극장
- 사회 : 김혜수, 정준호

| 부문                | 수상자         | 작품                            |
| ------------------- | -------------- | ------------------------------- |
| 작품상              | LJ필름         | 《봄 여름 가을 겨울 그리고 봄》 |
| 감독상              | 박찬욱         | 《올드보이》                    |
| 남우주연상          | 최민식         | 《올드보이》                    |
| 여우주연상          | 장진영         | 《싱글즈》                      |
| 남우조연상          | 백윤식         | 《지구를 지켜라!》              |
| 여우조연상          | 강혜정         | 《올드보이》                    |
| 신인감독상          | 장준환         | 《지구를 지켜라!》              |
| 신인남우상          | 배용준         | 《스캔들: 조선남녀상열지사》    |
| 신인여우상          | 임수정         | 《장화, 홍련》                  |
| 각본상              | 박찬옥         | 《질투는 나의 힘》              |
| 촬영상              | 김형구         | 《살인의 추억》                 |
| 기술상              | 오상만(미술)   | 《봄 여름 가을 겨울 그리고 봄》 |
| 인기스타상(남)      | 차태현, 배용준 |                                 |
| 인기스타상(여)      | 장진영, 손예진 |                                 |
| 한국영화 최고흥행상 | 싸이더스       | 《살인의 추억》                 |

## 제25회 (2004년)
- 일시 : 2004년 11월 29일
- 장소 : 국립극장 해오름극장
- 사회 : 김혜수, 정준호

| 부문                | 수상자                  | 작품                 |
| ------------------- | ----------------------- | -------------------- |
| 작품상              | 한맥영화, 시네마 서비스 | 《실미도》           |
| 감독상              | 강우석                  | 《실미도》           |
| 남우주연상          | 장동건                  | 《태극기 휘날리며》  |
| 여우주연상          | 이나영                  | 《아는 여자》        |
| 남우조연상          | 정재영                  | 《실미도》           |
| 여우조연상          | 염정아                  | 《범죄의 재구성》    |
| 신인감독상          | 최동훈                  | 《범죄의 재구성》    |
| 신인남우상          | 재희                    | 《빈집》             |
| 신인여우상          | 수애                    | 《가족》             |
| 각본상              | 최동훈                  | 《범죄의 재구성》    |
| 촬영상              | 홍경표                  | 《태극기 휘날리며》  |
| 음악상              | 조성우                  | 《꽃피는 봄이 오면》 |
| 미술상              | 김기철                  | 《말죽거리 잔혹사》  |
| 기술상              | 정도안(특수효과)        | 《태극기 휘날리며》  |
| 인기스타상(남)      | 강동원, 권상우          |                      |
| 인기스타상(여)      | 문근영, 김정은          |                      |
| 한국영화 최고흥행상 | 강제규필름              | 《태극기 휘날리며》  |

## 제26회 (2005년)
- 일시 : 2005년 11월 29일
- 장소 : 여의도 KBS홀
- 사회 : 김혜수, 정준호

| 부문                | 수상자           | 작품               |
| ------------------- | ---------------- | ------------------ |
| 작품상              | 모호필름         | 《친절한 금자씨》  |
| 감독상              | 박진표           | 《너는 내 운명》   |
| 남우주연상          | 황정민           | 《너는 내 운명》   |
| 여우주연상          | 이영애           | 《친절한 금자씨》  |
| 남우조연상          | 임하룡           | 《웰컴 투 동막골》 |
| 여우조연상          | 강혜정           | 《웰컴 투 동막골》 |
| 신인감독상          | 정윤철           | 《말아톤》         |
| 신인남우상          | 천정명           | 《태풍태양》       |
| 신인여우상          | 김지수           | 《여자, 정혜》     |
| 각본상              | 고윤희, 한재림   | 《연애의 목적》    |
| 촬영상              | 김지용           | 《달콤한 인생》    |
| 조명상              | 신경만           | 《형사 Duelist》   |
| 음악상              | 김준성           | 《말아톤》         |
| 미술상              | 이형주, 조근현   | 《형사 Duelist》   |
| 기술상              | 신재호(특수분장) | 《혈의 누》        |
| 인기스타상(남)      | 강동원, 조승우   |                    |
| 인기스타상(여)      | 하지원, 김수미   |                    |
| 베스트커플상        | 황정민, 전도연   | 《너는 내 운명》   |
| 한국영화 최다관객상 | 필름있수다       | 《웰컴 투 동막골》 |

## 제27회 (2006년)
- 일시 : 2006년 12월 15일
- 장소 : 여의도 KBS홀
- 사회 : 김혜수, 정준호

| 부문                | 수상자             | 작품                |
| ------------------- | ------------------ | ------------------- |
| 작품상              | 청어람             | 《괴물》            |
| 감독상              | 김태용             | 《가족의 탄생》     |
| 남우주연상          | 안성기, 박중훈     | 《라디오 스타》     |
| 여우주연상          | 김혜수             | 《타짜》            |
| 남우조연상          | 변희봉             | 《괴물》            |
| 여우조연상          | 정유미             | 《가족의 탄생》     |
| 신인감독상          | 이해영, 이해준     | 《천하장사 마돈나》 |
| 신인남우상          | 류덕환             | 《천하장사 마돈나》 |
| 신인여우상          | 고아성             | 《괴물》            |
| 각본상              | 이해영, 이해준     | 《천하장사 마돈나》 |
| 촬영상              | 최영환             | 《타짜》            |
| 조명상              | 이강산, 정영민     | 《괴물》            |
| 음악상              | 이병우             | 《왕의 남자》       |
| 미술상              | 조근현, 홍주희     | 《음란서생》        |
| 기술상              | EON, 오퍼니지 (CG) | 《괴물》            |
| 인기스타상(남)      | 이준기, 신현준     |                     |
| 인기스타상(여)      | 강성연, 김혜수     |                     |
| 베스트커플상        | 감우성, 이준기     | 《왕의 남자》       |
| 한국영화 최다관객상 | 청어람             | 《괴물》            |

## 제28회 (2007년)
- 일시 : 2007년 11월 23일
- 장소 : 국립극장 해오름극장
- 사회 : 김혜수, 정준호

| 부문                | 수상자                                 | 작품                |
| ------------------- | -------------------------------------- | ------------------- |
| 작품상              | 루씨필름                               | 《우아한 세계》     |
| 감독상              | 허진호                                 | 《행복》            |
| 남우주연상          | 송강호                                 | 《우아한 세계》     |
| 여우주연상          | 전도연                                 | 《밀양》            |
| 남우조연상          | 김상호                                 | 《즐거운 인생》     |
| 여우조연상          | 나문희                                 | 《열혈남아》        |
| 신인감독상          | 김한민                                 | 《극락도 살인사건》 |
| 신인남우상          | 다니엘 헤니                            | 《마이 파더》       |
| 신인여우상          | 정려원                                 | 《두 얼굴의 여친》  |
| 각본상              | 김한민                                 | 《극락도 살인사건》 |
| 촬영상              | 윤남주                                 | 《기담》            |
| 조명상              | 임재영                                 | 《황진이》          |
| 음악상              | 방준석, 이병훈                         | 《즐거운 인생》     |
| 미술상              | 이민복, 김유정                         | 《기담》            |
| 기술상              | DTI, ETRI (CG)                         | 《중천》            |
| 인기스타상(남)      | 주진모, 황정민                         |                     |
| 인기스타상(여)      | 김아중, 김태희                         |                     |
| 베스트드레서상      | 손예진, 김윤진, 전도연, 김하늘, 박시연 |                     |
| 한국영화 최다관객상 | 영구아트무비                           | 《디워》            |

## 제29회 (2008년)
- 일시 : 2008년 11월 20일
- 장소 : 여의도 KBS홀
- 사회 : 김혜수, 정준호

| 부문                | 수상자                 | 작품                       |
| ------------------- | ---------------------- | -------------------------- |
| 작품상              | MK픽쳐스               | 《우리 생애 최고의 순간》  |
| 감독상              | 김지운                 | 《좋은놈 나쁜놈 이상한놈》 |
| 남우주연상          | 김윤석                 | 《추격자》                 |
| 여우주연상          | 손예진                 | 《아내가 결혼했다》        |
| 남우조연상          | 박희순                 | 《세븐데이즈》             |
| 여우조연상          | 김지영                 | 《우리 생애 최고의 순간》  |
| 신인감독상          | 이경미                 | 《미쓰 홍당무》            |
| 신인남우상          | 강지환, 소지섭         | 《영화는 영화다》          |
| 신인여우상          | 한예슬                 | 《용의주도 미스신》        |
| 각본상              | 이경미, 박은교, 박찬욱 | 《미쓰 홍당무》            |
| 촬영상              | 이모개                 | 《좋은놈 나쁜놈 이상한놈》 |
| 조명상              | 강대희                 | 《모던 보이》              |
| 음악상              | 방준석                 | 《고고 70》                |
| 미술상              | 조화성                 | 《좋은놈 나쁜놈 이상한놈》 |
| 기술상              | 인사이트비주얼(CG)     | 《모던 보이》              |
| 단편영화상          | 최정열 감독            | 《잔소리》                 |
| 명예 인기스타상     | 최진실                 |                            |
| 인기스타상(남)      | 설경구, 정우성         |                            |
| 인기스타상(여)      | 손예진, 김하늘         |                            |
| 베스트커플상        | 손예진, 김주혁         | 《아내가 결혼했다》        |
| 한국영화 최다관객상 | 바른손, 영화사 그림    | 《좋은놈 나쁜놈 이상한놈》 |

## 제30회 (2009년)
- 일시 : 2009년 12월 2일
- 장소 : 여의도 KBS홀
- 사회 : 김혜수, 이범수

| 부문                | 수상자                                                              | 작품                      |
| ------------------- | ------------------------------------------------------------------- | ------------------------- |
| 작품상              | 바른손                                                              | 《마더》                  |
| 감독상              | 김용화                                                              | 《국가대표》              |
| 남우주연상          | 김명민                                                              | 《내 사랑 내 곁에》       |
| 여우주연상          | 하지원                                                              | 《내 사랑 내 곁에》       |
| 남우조연상          | 진구                                                                | 《마더》                  |
| 여우조연상          | 김해숙                                                              | 《박쥐》                  |
| 신인감독상          | 강형철                                                              | 《과속스캔들》            |
| 신인남우상          | 양익준                                                              | 《똥파리》                |
| 신인여우상          | 박보영 김꽃비                                                       | 《과속스캔들》 《똥파리》 |
| 각본상              | 이용주                                                              | 《불신지옥》              |
| 촬영상              | 박현철                                                              | 《국가대표》              |
| 조명상              | 최철수, 박동순                                                      | 《마더》                  |
| 음악상              | 조영욱                                                              | 《박쥐》                  |
| 미술상              | 조화성, 최현석                                                      | 《그림자 살인》           |
| 기술상              | 한스 울릭(폴리곤 엔터테인먼트) 장성호(모팩) 김희동(파워캐스트) (CG) | 《해운대》                |
| 단편영화상          | 김한결 감독                                                         | 《구경》                  |
| 특별상              | 장진영                                                              |                           |
| 인기스타상(남)      | 이병헌, 하정우                                                      |                           |
| 인기스타상(여)      | 하지원, 최강희                                                      |                           |
| 한국영화 최다관객상 | JK필름                                                              | 《해운대》                |

## 같이 보기
- 청룡영화상의 수상 목록